# تيموثي ديورويل
تيموثي ديورويل (24 فبراير 1991 بهاسلت في بلجيكا - ) هو لاعب كرة قدم بلجيكي في مركز الدفاع. شارك مع منتخب بلجيكا تحت 17 سنة لكرة القدم ومنتخب بلجيكا تحت 19 سنة لكرة القدم ومنتخب بلجيكا تحت 21 سنة لكرة القدم. أما مع النوادي، فقد لعب مع إف سي آيندهوفن ونادي جينك.

## وصلات خارجية
- تيموثي ديورويل على موقع الاتحاد الأوربي (الإنجليزية)
- تيموثي ديورويل على موقع الاتحاد البلجيكي (الإنجليزية)
- تيموثي ديورويل على موقع قاعدة بيانات كرة القدم.إي يو (الإنجليزية)
- تيموثي ديورويل على موقع Soccerway.com (الإنجليزية)
- تيموثي ديورويل على موقع عالم كرة القدم.نت (الإنجليزية)